# Slag bij Compiègne
De Slag bij Compiègne werd gestreden op 26 september 715 in het Picardische Compiègne en was de eerste echte slag van de Frankische Burgeroorlog die volgde op de dood van Pepijn van Herstal, hertog van de Franken, op 16 december 714.

## Achtergrond
De Merovingische koning Dagobert III had Raganfrid tot nieuwe hofmeier benoemd - dit was in strijd met de keuze van Pepijn die zijn kleinzoon Theudoald als opvolger had aangeduid. Hierop stuurde Plectrudis, de weduwe van Pepijn, haar kleinzoon Theudoald met een leger naar het zuiden om Dagobert op andere gedachten te brengen. Nabij Compiègne wordt deze echter opgewacht door een leger onder leiding van de nieuwe hofmeier Raganfrid. In de veldslag die hierop volgt wordt Theudoald verslagen waarna hij naar zijn grootmoeder Plectrudis in Keulen vlucht.